# Marriott International
Marriott International, Inc. er en amerikansk multinational hotelkoncern med hovedsæde i Washington DC. De har 8.000 ejendomme i 131 lande samt over 30 brands. 2.149 ejendomme drives af Marriott, mens 5.493 ejendomme drives franchise.
Marriott blev dannet i 1927 af J. Willard Marriott og Alice Marriott. Kædens ældste hotel er Key Bridge Marriott i Arlington, Virginia, USA.
Kæden driver ét hotel i Danmark, Copenhagen Marriott Hotel.